# Kroatiska viner
Kroatiska viner är viner som tillverkas i Kroatien. Vinproduktionen i Kroatien har gamla anor och vin produceras i hela landet. Odlingsarealen uppgår till cirka 60 000 hektar och vinproduktionen till drygt 2 miljoner hektoliter. Med en årlig produktionsvolym om 180 000 ton år 2005 rankades landet som den 21:e största vinproducenten i världen. Moderna produktionsmetoder och ett EU-anpassat regelverk har under de senaste åren höjt kvaliteten och kroatiska viner har skönjt stora framgångar i internationella jämförelser. 
Det produceras uppemot 700 viner i Kroatien, men det är bara en bråkdel av vinerna som exporteras till utlandet. Framförallt produceras vita viner och en mindre mängd röda viner. 

## Historik
Vinproduktionen i Kroatien har gamla anor som går tillbaka de antika grekerna som koloniserade den östra adriatiska kusten under det första århundradet före Kristi födelse. I den grekiska mytologin finns berättelser om hur grekiska sjöfarare fann vinet i det område som idag utgör den dalmatiska kusten i Kroatien. Den grekiske författaren Athenaios skrev redan för tjugotvå århundraden sedan om vin av hög kvalitet som odlades på öarna Vis, Hvar och Korčula. Arkeologiska fynd tyder dock på att vinodling och produktion förekommit redan innan de grekiska nybyggarna anlöpte den dalmatiska kusten. Enligt denna forskning kan illyrerna längs den dalmatiska kusten ha odlat vinrankor under brons- och järnåldern, långt före grekernas ankomst eller Romerska rikets uppkomst. 

## Vinproducerande områden

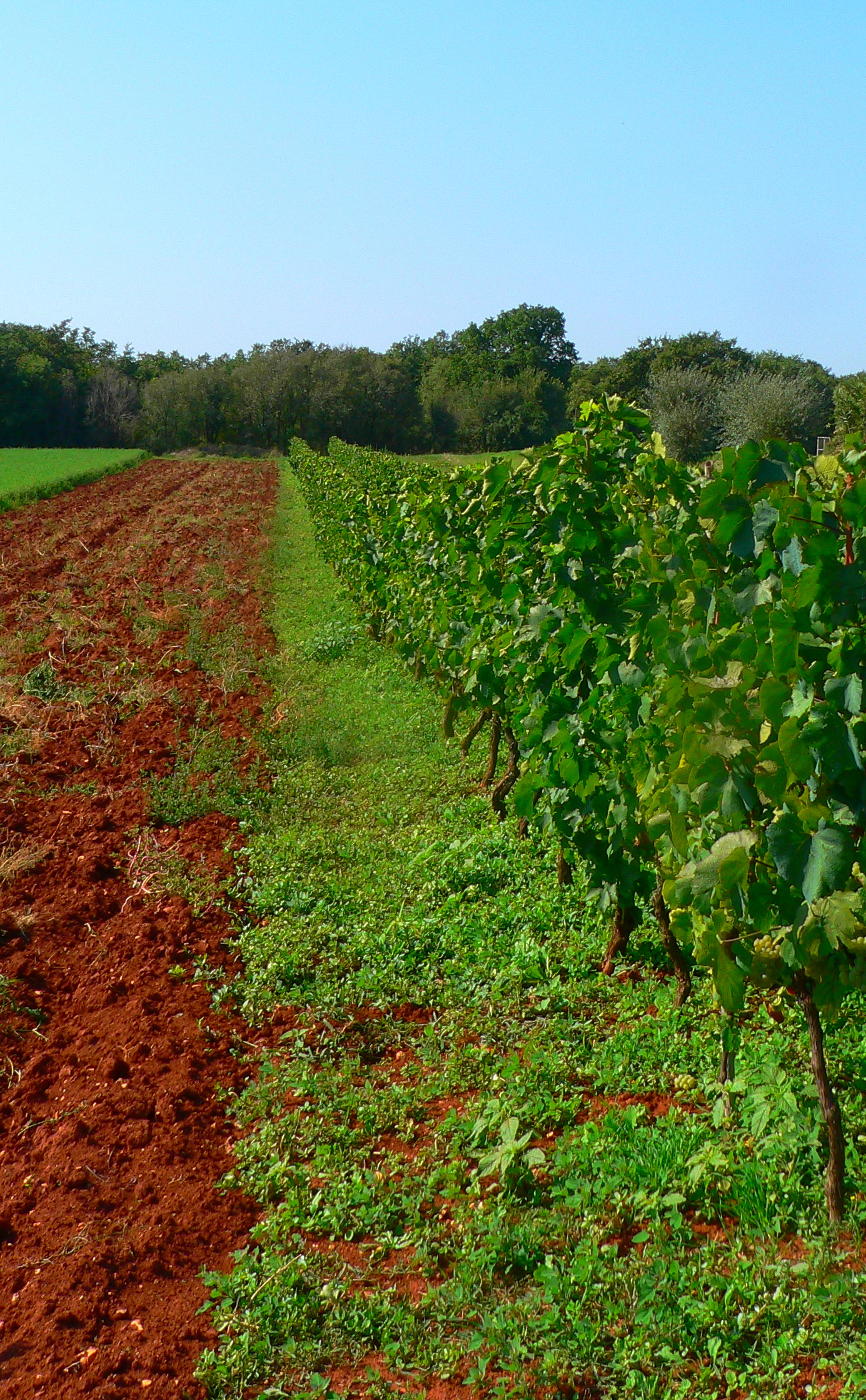
Malvasia-druvor som odlas i Istriens röda jord.

Kroatien är sedan den 1 augusti 2012 indelat i tre vinregioner. Dessa är i sin tur indelade i tolv vinproducerande underregioner, 69 vindistrikt och åtskilliga så kallade vinodlingspositioner som består av enskilda vingårdar eller vinproducerande enheter. Totalt finns det mer än 300 geografiskt definierade vinproducerande områden och platser i landet.  

### Vinregioner

#### Litorala Kroatien
Vinregionen Litorala Kroatien eller Kustnära Kroatien (Primorska Hrvatska) är uppdelad i de fem vinproducerande underregionerna Istrien, Kroatiska kustlandet, Norra Dalmatien, Dalmatiska inlandet samt Mellersta och södra Dalmatien. Geografiskt sträcker sig vinregionen längs med Kroatiens adriatiska kust, från Istrien i norr till Dalmatien i söder och omfattar även det kustnära området Kvarner. 
Kustregionens medelhavsklimat med långa, varma, torra somrar och milda, korta, fuktiga vintrar är särskilt väl lämpat för vinproduktion. I Istrien och det norra kustlandet ligger fokus på fruktiga, torra vita viner från ett stort antal druvsorter. Den kändaste av dessa är Malvazija och Graševina. Längre söderut, i Dalmatien och på öarna, finns en mängd olika mikroklimat vilket resulterar i ett vinodlingsområde där terroir är en ytterst viktig faktor. Ett brett utbud av autoktona druvsorter odlas i denna vinregion, den kändaste är Plavac Mali, som är en nära släkting till Zinfandel.

#### Västra kontinentala Kroatien
Vinregionen Västra kontinentala Kroatien (Zapadna kontinentalna Hrvatska) är uppdelad i de fem vinproducerande underregionerna Hrvatsko zagorje-Međimurje, Moslavina, Plešivica, Pokuplje och Prigorje-Bilogora. Geografiskt omfattar vinregionen större delen av centrala Kroatien och mikroregionerna Međimurje, Moslavina, Prigorje, Zagorje med flera. Typiskt för området är dess kontinentala klimat med kalla vintrar och varma somrar. Produktionen är koncentrerad till vita vinsorter. 

#### Östra kontinentala Kroatien
Vinregionen Östra kontinentala Kroatien (Istočna kontinentalna Hrvatska) är uppdelad i de två vinproducerande underregionerna Slavonien och Kroatiska Podunavlje. Geografiskt omfattar vinregionen landskapet Slavonien och regionerna Baranja och Podunavlje som sträcker sig mellan floderna Drava, Sava och Donau i östligaste Kroatien. Liksom vinregionen Västra kontinentala Kroatien präglas området av inlandsklimat med kalla vintrar och varma somrar. Produktionen är koncentrerad till vita vinsorter och den mest odlade druvan är Graševina som ger ljusa, uppfriskande och milt aromatiska viner.

### Vinproducerande underregioner

Kroatiens vinproducerande underregioner.

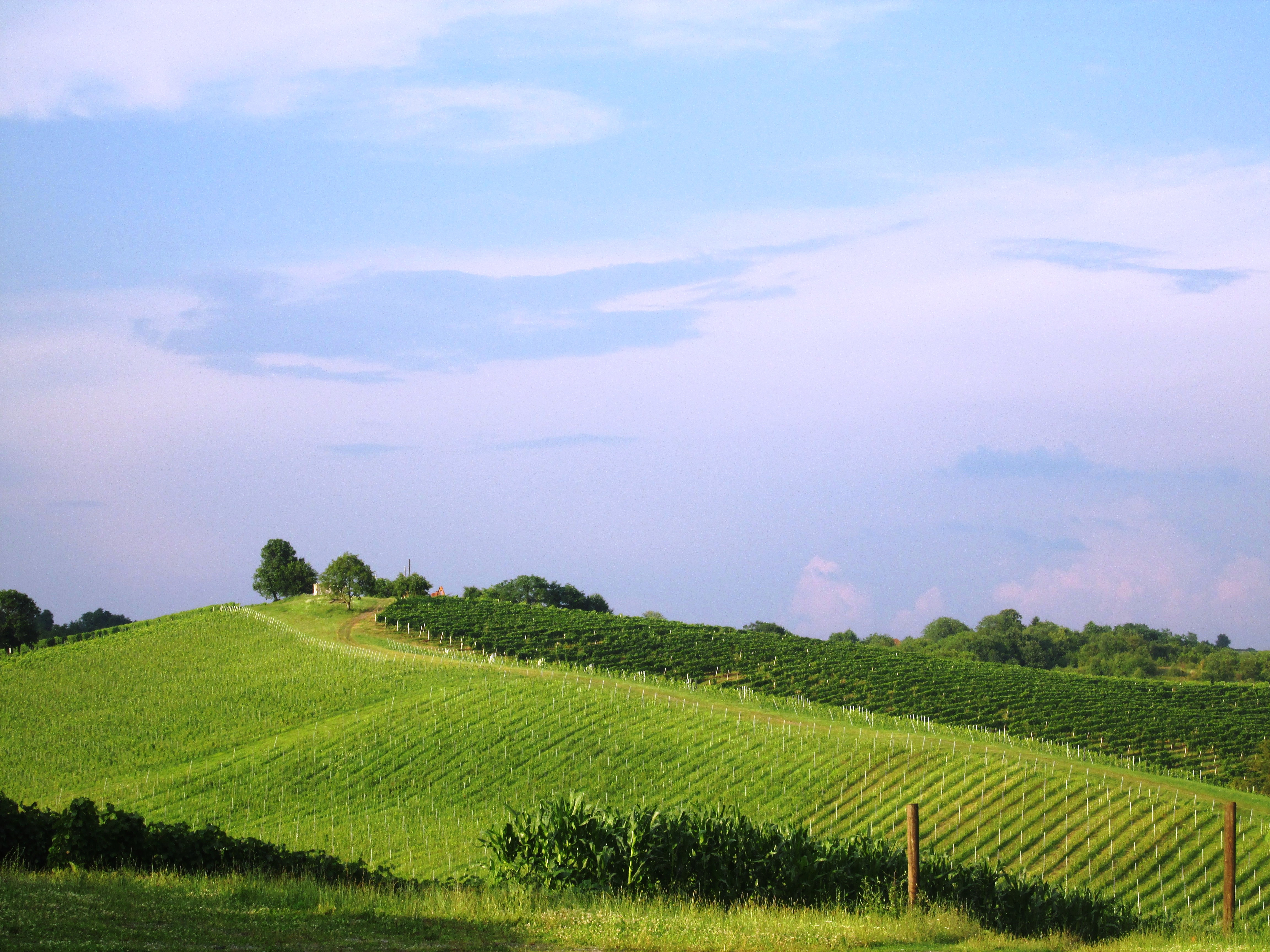
Vingårdar vid Daruvar.

|  | 1. Kroatiska Podunavlje           |
|  | 2. Slavonien                      |
|  | 3. Moslavina                      |
|  | 4. Prigorje-Bilogora              |
|  | 5. Hrvatsko zagorje-Međimurje     |
|  | 6. Plešivica                      |
|  | 7. Pokuplje                       |
|  | 8. Istrien                        |
|  | 9. Kroatiska kustlandet           |
|  | 10. Norra Dalmatien               |
|  | 11. Dalmatiska inlandet           |
|  | 12. Mellersta och södra Dalmatien |

### Vindistrikt
| Litorala Kroatien             | Litorala Kroatien |
| Underregion                   | Vindistrikt |
| ----------------------------- | --- |
| Istrien                       | Västra Istrien, Centrala Istrien, Östra Istrien                                                                              |
| Kroatiska kustlandet          | Opatija-Rijeka, Krk, Rab, Cres-Lošinj, Pag                                                                                   |
| Norra Dalmatien               | Benkovac-Stankovci, Drniš, Knin, Pirovac-Skradin, Primošten, Promina, Šibenik, Zadar-Biograd                                 |
| Dalmatiska inlandet           | Imotski, Sinj-Vrlika, Vrgorac                                                                                                |
| Mellersta och södra Dalmatien | Kaštela-Trogir, Split-Omiš-Makarska, Neretva, Konavle, Pelješac, Brač, Hvar, Korčula, Lastovo, Mljet, Šolta, Vis             |
| Västra kontinentala Kroatien  | |
| Underregion                   | Vindistrikt |
| Moslavina                     | Čazma, Voloder-Ivanić-Grad                                                                                                   |
| Plešivica                     | Krašić, Ozalj-Vivodina, Plešivica-Okić, Samobor, Sveta Jana                                                                  |
| Pokuplje                      | Karlovac, Petrinja, Vukomeričke Gorice                                                                                       |
| Prigorje-Bilogora             | Bilogora, Dugo Selo-Vrbovec, Kalnik, Koprivnica-Đurđevac, Zagreb, Sveti Ivan Zelina                                          |
| Hrvatsko zagorje-Međimurje    | Klanjec, Krapina, Ludbreg, Međimurje, Pregrada, Stubica, Varaždin, Zabok, Zlatar                                             |
| Östra kontinentala Kroatien   | |
| Underregion                   | Vindistrikt |
| Podunavlje                    | Baranja, Erdut, Srijem |
| Slavonien                     | Daruvar, Đakovo, Feričanci, Kutjevo, Nova Gradiška, Orahovica-Slatina, Pakrac, Požega-Pleternica, Slavonski Brod, Virovitica |

## Vinlagar
Det kroatiska Institutet för vinodling, vinproduktion och fruktodling (Zavod za vinogradarstvo, vinarstvo i voćarstvo) inrättades år 1996 med uppgift att övervaka och reglera landets vinindustri. De kroatiska vinlagarna är idag helt anpassade till de övriga europeiska och det finns både ursprungs- och kvalitetsbeteckning. 
Den kroatiska vinlagen klassificerar viner i följande tre kategorier: 
- Stolno vino (bordsvin)
- Kvalitetno vino (kvalitetsvin)
- Vrhunsko vino (vin av högsta kvalitet).